# Formica adelungi
Formica adelungi é uma espécie de formiga do gênero Formica, pertencente à subfamília Formicinae.